# Петро Стоянов
Петро Стефанов Стоянов (болг. Петър Стефанов Стоянов); (нар. 25 травня 1952) — болгарський політик, другий президент Болгарії у 1997–2002 роках.

## Життєпис
Народився 25 травня 1952 року у Пловдиві.
У 1976 році закінчив юридичний факультет університету Святого Климента Охридського у Софії.
З 1978 року працював адвокатом у Пловдиві.
У 1990 зайняв посаду прес-секретаря Союзу Демократичних Сил у Пловдиві.
У 1992 перейшов на посаду заступника міністра юстиції від СДС в кабінеті, очолюваному Філіпом Димитровим.
У травні 1993 обрано головою Юридичної Ради.
1994 року обраний депутатом 37-го скликання. Того ж року він став заступником голови фракції СДС і заступником голови Комісії у справах молоді, спорту та туризму.
У 1995 році обрали віце-президентом СДС, тепер він відповідав за внутрішню політику.
Від 1 червня 1996 року став кандидатом на посаду президента країни. На президентських виборах, що пройшли 2 листопада 1996, Петро набрав 59 % або 2 502 517 голосів, і разом з віце-президентом Тодором Кавалджієвим очолив Болгарію.
2001 року балотувався на другий строк, та програв вибори Георгію Парванову.

## Особисте життя
Одружений із Антоніною Стояновою, колишнім дипломатом. Має сина Стефана та доньку Фані.